# Paul Berenberg
Paul Berenberg (nascido em 1716, falecido em 1768) foi um comerciante e banqueiro de Hamburgo e membro da família bancária Berenberg. Ele serviu como senador de Hamburgo, sucedendo seu pai Rudolf Berenberg. 
Seus irmãos eram Rudolf Berenberg (1712-1761), comerciante em Hamburgo, Cornelius Berenberg (1714-1773), comerciante em Livorno e Johann Berenberg (1718-1772), comerciante em Hamburgo. 